# 49 Librae
Désignations
49 Librae est une étoile binaire de la constellation de la Balance. Elle a une magnitude apparente de 5,47, ce qui la rend faiblement visible à l'œil nu depuis le ciel nocturne. L'étoile principale du système est une étoile jaune-blanc de la séquence principale. Le système est situé à 95 années-lumière du Soleil, sur la base de la parallaxe, mais se rapproche avec une vitesse radiale de -20 km/s.

## Caractéristiques
La nature variable de la vitesse radiale de 49 Librae a été notée pour la première fois par Walter Sydney Adams en 1924. Il s'agit d'une binaire spectroscopique à raies simples avec une période orbitale de 3,128 années et une excentricité orbitale de 0,11. Le composant principal a un type spectral de F8 V ou F9 V, indiquant qu'il s'agit d'une étoile jaune-blanc de la séquence principale. Sa masse est estimée à 1,4 fois celle du Soleil, tandis que son compagnon n'a que 0,4 M☉. Le système est une source d'émissions radio et de rayons X, qui peuvent provenir du compagnon secondaire.